# Billy Howerdel
Billy Howerdel, född 18 maj 1970, har medverkat i bandet Tool som gitarrtekniker och även producerat bandet A Perfect Circle.
Howerdel startade även ett soloprojekt vid namn Ashes Divide som släppte sitt första album den 8 april 2008.